# Трошкін Павло Артемійович
Павло Артемійович Трошкін (рос. Павел Артемьевич Трошкин, 1909, Сімферополь — 19 жовтня 1944, біля Станиславова) — радянський фотожурналіст, кореспондент газети «Ізвєстія». Нагороджений орденом Вітчизняної війни 1-го ступеня.
Росіянин, член КПРС. Військове звання — майор. 1939 року фотографував Бої на Халхин-Голі. 1941 року з початку німецько-радянської війни працював фотокореспондентом на передовій (оборона Москви, Сталінградська битва, Курська битва, звільнення України), його світлини публікували в численних газетах по всьому СРСР, а також закордоном.
Загинув під Станиславовом 19 жовтня 1944 року. Похований у Львові на Пагорбі Слави.